# Fortaleza de Abuli
A fortaleza de Abuli (em georgiano:  აბულის ციხე), é uma estrutura megalítica da Idade do Bronze localizada no município de Akhalkalaki, na região de Samtsje-Yavajeti, no sul da Geórgia. É uma fortaleza ciclópica construída com técnica de alvenaria seca, na encosta sul do Monte Patara Abuli, a uma altitude de 2.670 metros acima do nível do mar, nas montanhas do Cáucaso Menor, a sudeste do Lago Paravani. A fortaleza inscreve-se na lista de Monumentos culturais da importância nacional.

## Arquitetura

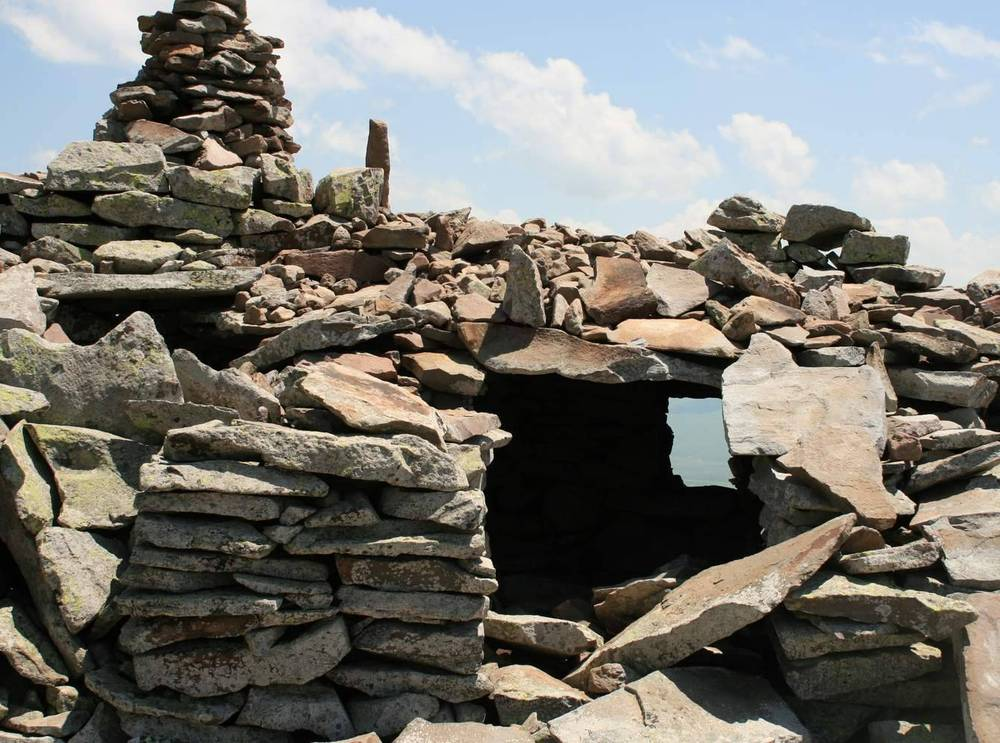
Fortaleza megalítica de Abuli.

A fortaleza Abuli, também conhecida localmente como Korogli, compartilha muitas características arquitetônicas com a fortaleza Shaori, outra importante estrutura ciclópica, estrategicamente localizada ao redor do Lago Paravani.
É uma estrutura grande e complexa, construída com blocos de basalto vulcânico de 3 a 5 metros de altura, sem o uso de argamassa. Consiste em uma área central fortificada, que inclui a "cidadela" com uma área de 60 × 40 metros. A área central pode ser acessada através de duas portas localizadas ao sul e leste. Casas de tamanhos e formas diferentes são às vezes organizadas em dois ou três níveis, que constituem a chamada "área residencial" e se estendem a leste da "cidadela".

## Fondo arqueológico

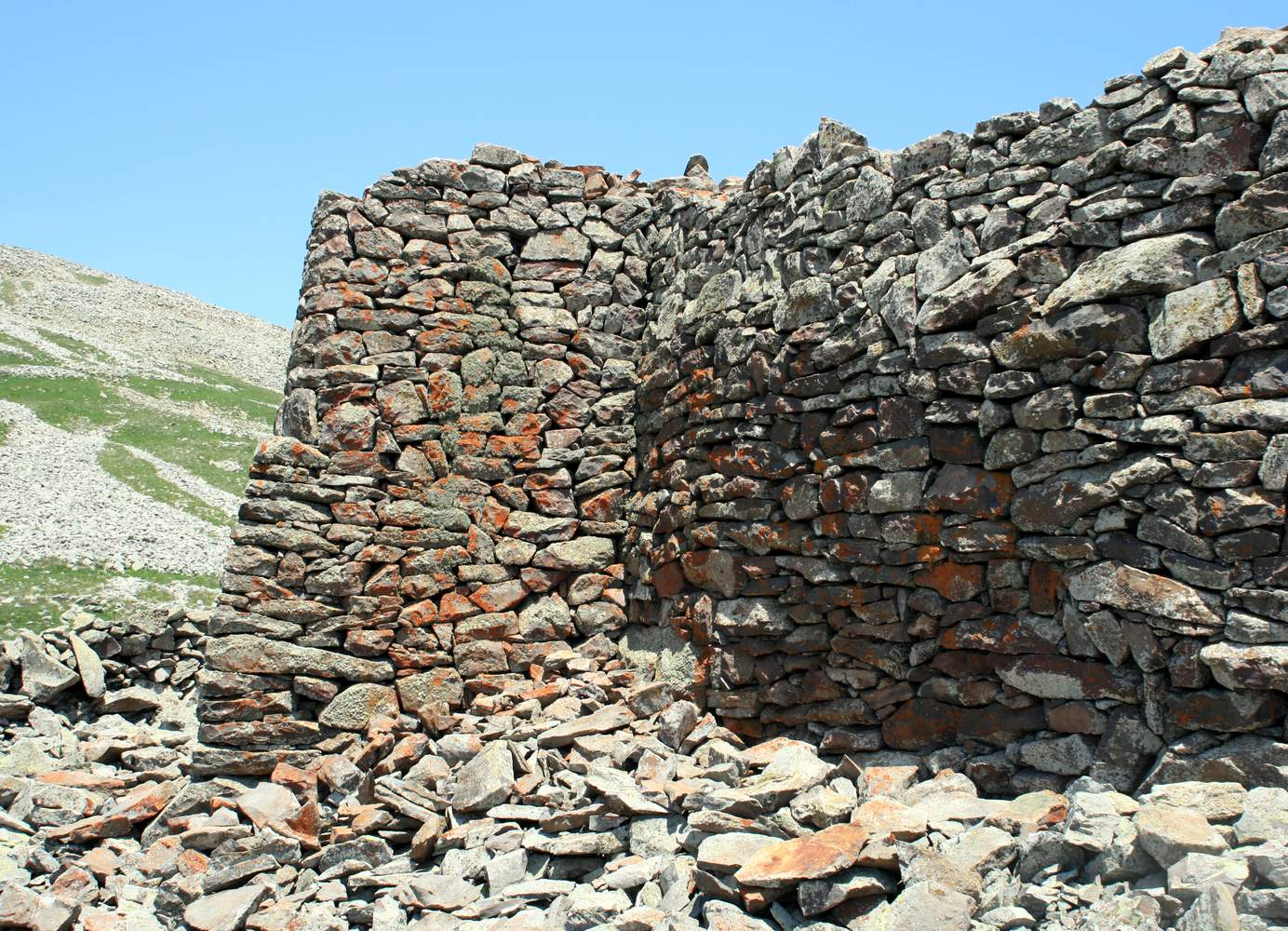
Restos da fortificação de Abuli.

Nenhuma escavação arqueológica foi realizada em Abuli e Shaori, o que dificulta a datação precisa ou a designação para uma determinada cultura. Em geral, a extensão das fortalezas ciclópicas é um testemunho arqueológico da mudança social no sul do Cáucaso, que reflete a diferenciação social e a ascensão das elites. Esses tipos de fortalezas eram comumente construídos na encosta da montanha. A distribuição de assentamentos e material cultural sugere que os responsáveis por esses fortes nas montanhas exerceram controle sobre a terra arável e seus recursos, mas também podem ter fornecido funções econômicas e defensivas para as áreas do interior.